# Gr. Lueng Angin
Gr. Lueng Angin är en kulle i Indonesien.   Den ligger i provinsen Aceh, i den västra delen av landet, 1 700 km nordväst om huvudstaden Jakarta. Toppen på Gr. Lueng Angin är 144 meter över havet.
Terrängen runt Gr. Lueng Angin är kuperad söderut, men norrut är den platt. Terrängen runt Gr. Lueng Angin sluttar norrut.Runt Gr. Lueng Angin är det ganska tätbefolkat, med 116 invånare per kvadratkilometer. I omgivningarna runt Gr. Lueng Angin växer i huvudsak städsegrön lövskog.